# Alfred von Larisch (homme politique)
Pour les articles homonymes, voir Larisch.
Alfred Karl August von Larisch (né le 17 novembre 1819 à Kümmritz et mort le 11 octobre 1897 dans la même ville) est un ministre d'État de Saxe-Altenbourg puis d'Anhalt et propriétaire terrien prussien.

## Biographie

### Origine
Alfred est un fils du major prussien Georg Karl Heinrich von Larisch (1786-1858) et sa femme Ida, née von Stammer (de) (1798-1876) de la branche de Görlsdorf. Son jeune frère Karl (1824-1903) est un général de cavalerie prussien.

### Carrière
Larisch étudie au lycée de Luckau, puis étudie le droit et les sciences aux universités de Bonn et de Berlin. En 1838, il devient membre du Corps Borussia Bonn. Après avoir terminé ses études, il travaille d'abord comme avocat stagiaire et expert à Potsdam. De 1848 à 1853, il est administrateur de l'arrondissement de Zeitz. De 1853 à 1867, il est ministre d'État en Saxe-Altenbourg. Il poursuit une politique constitutionnelle et législative réactionnaire. De 1868 à 1875, il est ministre d'État du duché d'Anhalt. Il est membre du Conseil fédéral. En 1875, il prend sa retraite et vit depuis lors sur le domaine familial Kümmritz, dont la taille est donnée à 477,16 hectares peu avant sa mort dans le manuel immobilier.
L'Université d'Iéna décerne à Larisch un doctorat honorifique.

### Famille
Larisch se marie le 8 juillet 1850 à Auligk avec Marie von Wolffersdorff (de) (1821-1882). Les enfants suivants sont nés de ce mariage :
- Marie Marguerite (née en 1852) mariée le 6 mai 1897 avec Friedrich von Trotha, lieutenant-colonel prussien
- Marie Alexandra (née en 1856) mariée le 21 juin 1884 avec Christian von Rohr, lieutenant-colonel prussien
- Ernestine Johanne Marie (née en 1860) mariée le 24 septembre 1887 avec son oncle Karl von Larisch, général de cavalerie prussien